# Dysstroma mancipata
Dysstroma mancipata är en fjärilsart som beskrevs av Achille Guenée 1858. Dysstroma mancipata ingår i släktet Dysstroma och familjen mätare. Inga underarter finns listade i Catalogue of Life.